# زینیپ یتگیل
زینیپ یتگیل (به انگلیسی: Zeynep Yetgil،  زادهٔ ۱۰ اکتبر ۲۰۰۰) یک کشتی‌گیر زن آزادکار اهل کشور ترکیه است. وی سابقه حضور در المپیک ۲۰۲۴ پاریس را دارد.  